# Jonathan Lynn
Jonathan Lynn este un actor de film și teatru, scenarist și regizor englez, binecunoscut pentru scenariul filmului Yes Minister, pe care l-a scris împreună cu Antony Jay. A studiat dreptul la Cambridge, iar in facultate a participat, ca actor, la mai multe spectacole. Mai mult, cu unele dintre aceste reprezentații a jucat și pe Broadway. În 1960 și-a început cariera de scenarist, cu sitcomul Twice a Fortnightîn care a apărut și ca actor. Cel mai memorabil rol al său a fost Robert, din The Liver Birds.

## Filmografie
- Punct ochit, punct... iubit!, regizor 2010
- Moștenire cu cântec, regizor 2003
- Cât îmi dai ca să te împușc?, regizor 2000
- În rol de avocat, regizor 1997
- Sergentul Bilko, regizor 1996
- Rapacii, regizor 1994
- Cu vărul Vinny nu-i de glumit!, regizor 1992
- Un domn distins, regizor 1992
- Călugărițe pe fugă, regizor și scenarist 1990
- Trei bărbați și o fetiță, actor 1990
- Da, d-le prim ministru!, scenarist
- Proiect de crimă, scenarist 1974